# Peter Larisch
Peter Larisch, nemški rokometaš, * 13. september 1950, Goldberg.
Leta 1972 je na poletnih olimpijskih igrah v Münchnu v sestavi vzhodnonemške rokometne reprezentance osvojil četrto mesto.